# Ostafrikanische Seenpost
Die Ostafrikanische Seenpost war ein privates Postunternehmen der Hamburger Chemiefirma Schülke & Mayr in Deutsch-Ostafrika.

## Geschichte

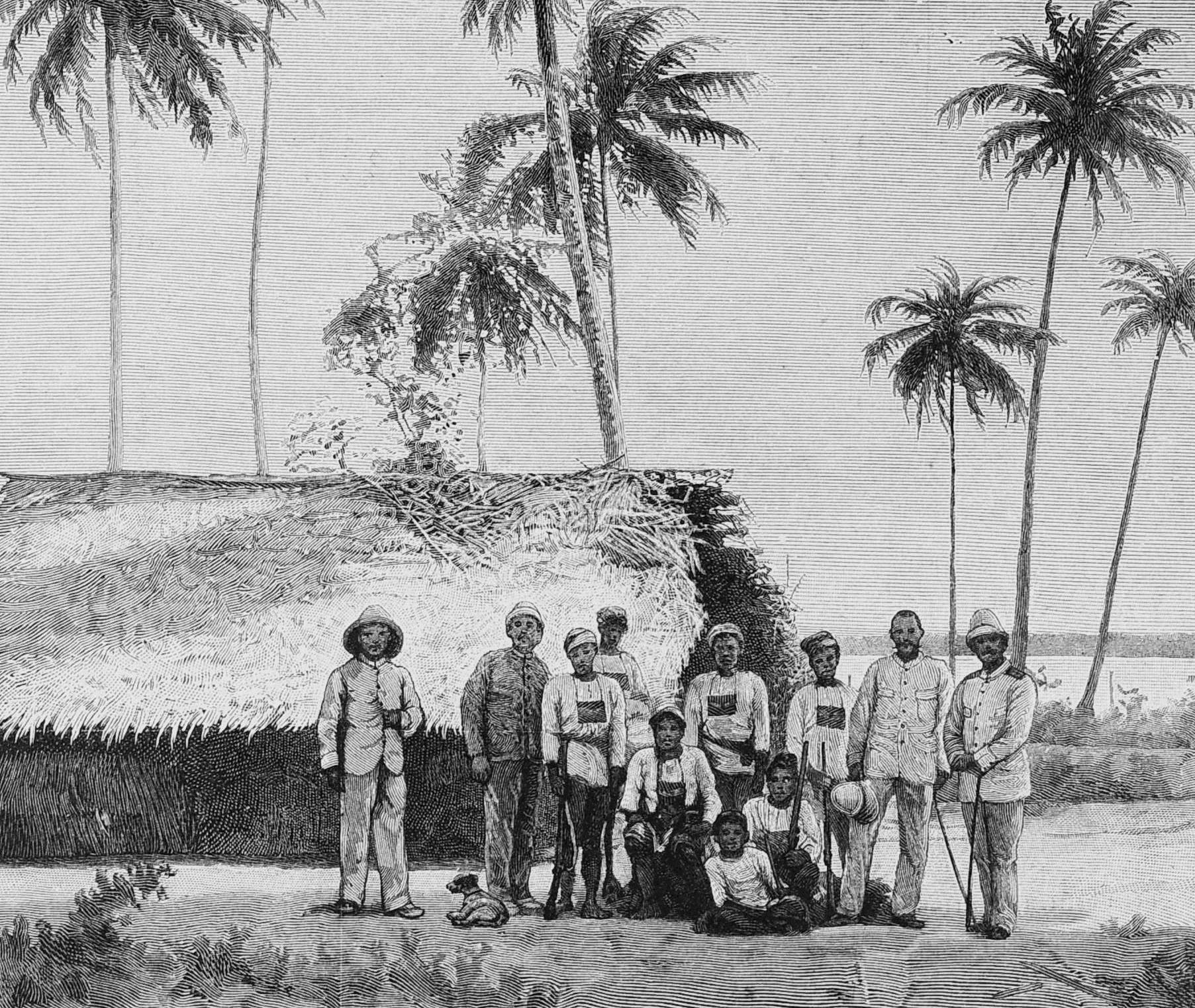
Postträger der Firma Schülke & Mayr auf der deutschen Postexpedition von Daressalam nach Bukoba (Abbildung aus Die Gartenlaube nach einer Fotografie von 1892)

Im Jahr 1890 errichteten Schülke & Mayr am Victoriasee eine Station zur Erprobung des Desinfektionsmittels Lysol und anderer Medizinprodukte. Zu dieser Zeit beschränkte sich das staatliche Postwesen der Kolonie noch auf die Küstenorte, in denen ab dem Jahr 1890 Posteinrichtungen entstanden.
Zur postalischen Anbindung ihrer Station schloss die Firma im Jahr 1891 mit dem Kaiserlichen Gouvernement von Deutsch-Ostafrika einen Vertrag. Er betraf die Postbeförderung zwischen der ostafrikanischen Küste bei Sansibar und den großen ostafrikanischen Seen im Hinterland. Einmal pro Monat sollte nach dem Eintreffen deutscher Reichspostdampfer im Hafen Daressalam eine Expedition zum Victoriasee abgehen. Die Träger trugen an der Brust ein Messingschild mit der Aufschrift Kaiserliche Gouvernementspost. Die Mitglieder waren mit Mauserkarabinern Modell 71 bewaffnet. Das Gesamtgewicht der Postsendungen betrug bis zu zehn Kilogramm. Die erste dieser Expeditionen verließ Daressalam am 6. Januar 1892. Die Marschroute führte über Mpwapwa, wo neben der Stationspost auch Post für britische und französische Missionen abgeliefert wurde. Danach verlief die Route über Tabora nach Bukoba am Victoriasee. Mit Post für die Gegenrichtung folgte der Rückmarsch an die Küste. Die Marschdauer betrug täglich bis zu elf Stunden. Dadurch konnte die Gesamtstrecke hin und zurück in etwa 100 Tagen bewältigt werden. Die Beförderung eines Briefes von Berlin nach Bukoba sollte rund 70 Tage betragen. Die Antwort konnte etwa viereinhalb Monate später in Berlin sein.
Zur regulären Abwicklung der Postbeförderung wurde im Jahr 1892 eine Serie privater Postmarken gedruckt. Die private Botenpost Daressalam–Bukoba endete aber nach einem Jahr, da der Vertrag von Seiten des Gouvernements nicht verlängert wurde. Die Postmarken kamen daher nicht in Umlauf. Ab dem Jahr 1894 übernahm das Gouvernement dann selbst den Aufbau der Botenpost ins Landesinnere.

## Philatelie

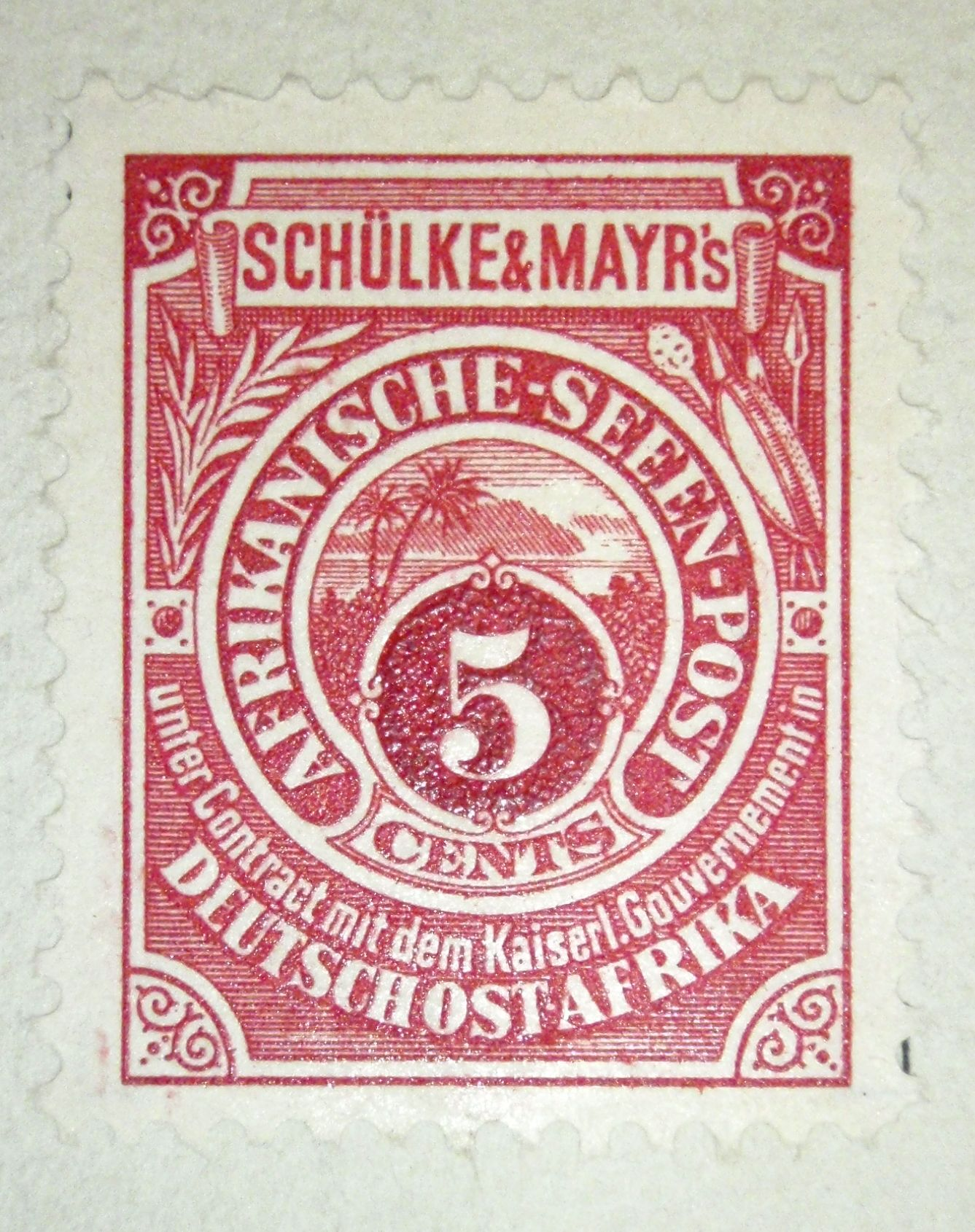
5–Cents–Privatpostmarke der Firma Schülke & Mayr, postfrisch (1892).

Da die Privatpostmarken nie verausgabt wurden, sind unter Briefmarkenhändlern und Philatelisten nur ungelaufene bzw. ungestempelte Exemplare anerkannt. Die Marken zeigen eine Seenlandschaft unter Palmen umkränzt von Blattwerk und afrikanischen Waffen (Keule, Schild, Speere). Die Beschriftung lautet SCHÜLKE & MAYR'S / AFRIKANISCHE-SEEEN-POST mit dem Zusatz unter Contract mit dem Kaiserl. Gouvernement in DEUTSCH-OST-AFRIKA. Es sind unterschiedliche Farben und Geldbeträge bekannt. Der Druck erfolgte durch das Leipziger Unternehmen Giesecke & Devrient in Bögen zu je 25 Marken. Zum fünfzigjährigen Jubiläum von Schülke & Mayr im Jahr 1939 erfolgte ein Reprint der Marken für die Firmenveröffentlichung Im Kampf gegen die Seuche.
| Farbe   | Betrag | Einheit    |
| ------- | ------ | ---------- |
| Rosa    | 5      | Cents      |
| Rotgelb | 10     | Cents      |
| Blau    | 25     | Cents      |
| Grün    | 50     | Cents      |
| Braun   | 1      | Dollar ($) |